# Dicentra peregrina
Espèce
Synonymes
- Capnorchis peregrina (Rudolph) Kuntze[2]
- Corydalis lachenaliiflora Fisch. ex DC.[2]
- Corydalis tenuifolia Pursh[2]
- Dicentra lachenaliiflora (DC.) Ledeb.[2]
- Dicentra peregrina var. pusilla (Siebold & Zucc.) Makino[2]
- Dicentra pusilla Siebold & Zucc.[3]
- Dicentra tenuifolia (Pursh) Ledeb.[2]
- Diclytra lachenaliiflora DC.[2]
- Diclytra tenuifolia (Pursh) DC.[2]
- Dielytra lachenaliiflora Cham. & Schltdl.[2]
- Dielytra tenuifolia (Pursh) Cham. & Schltdl.[2]
- Fumaria peregrina Rudolph[2]
- Fumaria peregrina Rudolphi[3]
- Fumaria tenuifolia Pers.[2]

Dicentra peregrina est une espèce de plantes à fleurs de la famille des Papavéracées. C'est une plante herbacée originaire du Nord-Est de l'Extrême-Orient (Russie et Japon).

## Description
Dicentra peregrina est une plante vivace, annuelle, de montagne pouvant atteindre de 8 à 15 cm de haut. Ses feuilles forment, au ras du sol, un feuillage dense d'où émergent, en période estivale, des hampes florales terminées par des fleurs roses ou violettes, parfois blanches, longues de 2 à 2,5 cm,.

## Distribution
Dicentra peregrina peuple les pentes sablonneuses et graveleuses des montagnes du Nord-Est de la Russie (Kamtchatka et Sakhaline, notamment), et des îles de Hokkaidō et de Honshū, au Japon,.

## Nom vernaculaire
Au Japon, Dicentra peregrina est appelée « Komakusa (コマクサ) », qui s'écrit aussi (駒草, litt. « herbe cheval »). Cette dénomination fait allusion à la forme de cheval qu'aurait sa fleur vue de profil. Elle est aussi baptisée « reine des plantes alpines »,.

## Liste des variétés
Selon Tropicos (6 août 2017) :
- variété Dicentra peregrina var. pusilla (Siebold & Zucc.) Makino.

## Utilisation
Dicentra peregrina est cultivée comme plante ornementale, et est utilisée comme plante officinale en médecine traditionnelle japonaise.